# Cuasi-Guerra
La Cuasi-Guerra es una guerra no declarada formalmente, combatida casi por completo por fuerzas navales, entre los Estados Unidos y Francia entre 1798 y 1800. En los Estados Unidos, al conflicto se le suele dar el nombre de Guerra Franco-Estadounidense, la Guerra sin declarar contra Francia, las Guerras Piratas o la Medio-Guerra. También es conocida minoritariamente como Guerra de Brigantes, nombre este último empleado por Alejo Carpentier en El siglo de las luces.
Indirectamente fueron parte de las Guerras revolucionarias francesas.

## Trasfondo y causas
El Reino de Francia había sido un potente aliado de los Estados Unidos durante la Guerra de Independencia de los Estados Unidos, y firmó en 1778 un Tratado de Alianza con los Estados Unidos. 
Pero en 1794, después de que la Revolución francesa acabara con la monarquía en el país, el gobierno estadounidense firmó el Tratado Jay con el Reino Unido, en el que se resolvían varios puntos de tensión derivados de la Guerra Revolucionaria, también contenía cláusulas económicas, y permitía a los británicos confiscar bienes franceses descubiertos en barcos estadounidenses, esto último una verdadera violación de los tratados bilaterales de 1778 entre EE. UU. y Francia. 
A consecuencia de lo anterior, el gobierno francés reaccionó inmovilizando barcos estadounidenses fondeados en puertos franceses y autorizando a los corsarios a abordar los que estaban en alta mar, cuestión última que obligó a la Marina de Estados Unidos el proteger sus expediciones mercantes.
El 17 de octubre de 1797, el corsario francés Jourdain saqueó y luego incendió al mercante británico L'Oracabissa que estaba surto en el puerto de Charleston.
La cuasi-guerra comenzó el 7 de julio de 1798 cuando el Congreso de EE. UU. derogó todos los tratados bilaterales firmados previamente con Francia. El presidente John Adams se negó a involucrar a su país en una guerra formal. Sin embargo, como medida de represalia, y con la autorización del Congreso, instituyó un embargo sobre los productos franceses, instruyó al doctor Edward Stevens para que apoyara la revolución haitiana contra la presencia colonial francesa y ordenó a la Marina de los Estados Unidos que capturara barcos franceses.

## Conclusión de las hostilidades
En el otoño de 1800, tras dos años de hostilidades intermitentes entre las fuerzas navales francesas y la Armada de los Estados Unidos, que era apoyada indirectamente por la Royal Navy británica, la situación tornó progresivamente hacia una situación más conciliadora entre los contendientes. La actividad pirática de los navíos de guerra y corsarios franceses había sido reducida, y el entonces Primer Cónsul Napoleón Bonaparte se mostró dispuesto a un arreglo diplomático entre ambas partes. Tal acuerdo tendría lugar en el Tratado de Mortefontaine o Convención de 1800, entre Estados Unidos y Francia, que puso fin al conflicto. Sin embargo, las noticias no llegaron a tiempo a EE. UU. para permitir a John Adams explotar el éxito político y militar, y ganar las elecciones presidenciales de 1800.